# Lars Hartig
Lars Hartig (ur. 24 grudnia 1990 w Husum) – niemiecki wioślarz.

## Osiągnięcia
- Mistrzostwa świata U-23 – Račice 2009 – dwójka podwójna wagi lekkiej – 1. miejsce.
- Mistrzostwa świata – Poznań 2009 – dwójka podwójna wagi lekkiej – 4. miejsce.
- Mistrzostwa Europy – Montemor-o-Velho 2010 – dwójka podwójna wagi lekkiej – 1. miejsce.
- Mistrzostwa świata – Karapiro 2010 – czwórka podwójna wagi lekkiej – 1. miejsce
- Mistrzostwa Europy – Belgrad 2014 – dwójka podwójna wagi lekkiej – 2. miejsce
- Mistrzostwa świata – Amsterdam 2014 – jedynka wagi lekkiej – 2. miejsce